# King's College de Londres
El King's College de Londres és una institució britànica d'Educació Superior. Va ser fundada per Jordi IV en 1829. El seu patronatge reial només és compartit per les universitats d'Oxford i Cambridge. El King's College té una gran reputació acadèmica, i l'any 2007 es considerava la sisena institució d'aquest tipus al Regne Unit, i ocupava el lloc 24 a escala europa, segons la classificació que elabora el diari britànic The Times.
El King's College és membre fundador de la Universitat de Londres, el Russell Group i el Golden Triangle, i constitueix el major centre de formació mèdica d'Europa.